# Rashid Zia
Rashid Zia (Gujranwala, 6 de abril de 1974) é um jogador de críquete paquistanês, naturalizado americano.
Rashid foi jogador da Seleção de Críquete dos Estados Unidos.